# Esben Just Trio
 Denne artikel bør gennemlæses af en person med fagkendskab for at sikre den faglige korrekthed.

Esben Just Trio er en dansk jazz-trio.
Gruppen startede i 1998 under navnet SP, Just og Frost, bestående af Esben Just Christensen (piano/vokal), Søren Frost (trommer/kor) og Henrik Schou Poulsen (SP) (bas/kor). I 2004 vandt gruppen en DMA folk for Årets danske blues-album med albummet Peace in the Valley.
SP forlod bandet i 2007, hvorefter Ole Skipper Mosgaard var bassist i bandet, der ændrede navn til Skipper-Just-Frost. I 2011 valgte gruppen at stoppe.
I 2014 opstod "Esben Just Trio", med Esben Just (piano/vokal), Henrik (SP) Poulsen (bas) og Niels Ratzer (trommer), ved nogle af de efterfølgende koncerter, har det været Ole Skipper og ikke SP der var bassist i trioen.

## Diskografi
- Live in CPH (1998)
- Funky X-mas is back (1999)
- Allright janet your funky (2000)
- Get in the Groove (2000)
- Love from Above (2002)
- Peace in the Valley (2003)
- 04 bliver et fedt år (2004)
- Ryst den ting (2005)
- Så siger man tak (2008)
- Trio (2009)